# 崔頌
崔頌（919年—968年），字敦美，河南偃師人，五代與宋初政治人物，父親是後唐宰相崔協，出身清河崔氏的清河小房。

## 生平
崔頌幼年喪母，由外祖母撫養長大。父親是後唐宰相崔協，出身清河崔氏的清河小房。崔頌最初以門蔭為河南府巡官，後來被後晉宰相桑維翰提拔為左拾遺。後漢時，崔頌陪同散騎常侍張煦冊封錢俶為吳越王，因為父親崔協曾到過江浙，當地人很歡迎崔頌，送給他很多禮品，然而北歸時正值郭威入京、後漢滅亡的混亂時刻，這些禮物被軍士們洗劫一空。後周時崔頌成為世宗的僚屬，恭帝即位後，擔任左諫議大夫。北宋初年，任職國子監，主導重修國學及武成王廟。後來因涉及為親友關說，被貶為保大軍行軍司馬。

## 家庭
- 父：崔協
- 子：崔曉、崔曥

## 延伸阅读
[在维基数据编辑]
 《宋史·卷431》，出自脱脱《宋史》